# Ctenus rubripes
Ctenus rubripes este o specie de păianjeni din genul Ctenus, familia Ctenidae, descrisă de Keyserling, 1881. Conform Catalogue of Life specia Ctenus rubripes nu are subspecii cunoscute.